# FT Sistemas FT-100 Horus
Die FT-100 Horus ist ein unbemanntes Luftfahrzeug des brasilianischen Herstellers FT Sistemas S.A.

## Geschichte
Die FT-100 wurde auf Grund einer Anforderung der brasilianischen Armee nach einem leichten UAV für Kurzstrecken entwickelt. Die FT-100 ist als Schulterdecker ausgelegt und besitzt ein konventionelles Leitwerk. Die Drohne verfügt über kein Fahrwerk und muss daher von Hand gestartet werden. Die Landung erfolgt an einem Fallschirm. Ein Elektromotor treibt einen Zugpropeller an und ermöglicht eine Flugzeit von 2 Stunden.

## Militärische Nutzung
- Brasilien

Brasilianische Armee
Brasilianische Marine
- vier Exemplare wurden an ein nicht genanntes afrikanisches Land exportiert[3]

## Technische Daten
| Kenngröße             | Daten            |
| --------------------- | ---------------- |
| Länge                 | 1,9 m            |
| Spannweite            | 2,7 m            |
| Höhe                  | m                |
| Flügelfläche          | m²               |
| Zuladung              | 3 kg             |
| max. Startmasse       | kg               |
| Reisegeschwindigkeit  | ? km/h           |
| Höchstgeschwindigkeit | 41 km/h          |
| Dienstgipfelhöhe      | ? m              |
| Reichweite            | 2 Stunden        |
| Triebwerke            | 1 × Elektromotor |